# جاسم خليف
جاسم خليف وهاب السلامة (ولد في 22 فبراير 1998 في المنامة، البحرين) لاعب كرة قدم دولي بحريني يجيد اللعب في مركز الوسط المحوري. يلعب حاليا لصالح الرفاع الشرقي الذي ينافس في الدوري البحريني الممتاز منذ 2016.